# Radiografische radiatorwarmtemeter
Een radiografische radiatorwarmtemeter is een elektronisch op afstand uitleesbare warmtemeter en wordt ook wel warmtekosten-verdeelmeter (nl) of warmtekostenverdeler (be) genoemd.

## Meting warmteverdeling
Bij woningen met een blokverwarmingssysteem wordt warmteverdeling gemeten aan de hand van aan de radiatoren gemonteerde radiatorwarmtemeters. Aan de hand van een verdeelsleutel die gebaseerd is op het door het cv-ketelsysteem geleverde warmte en de door de meters geregistreerde warmtemeting wordt een berekening gemaakt van de individuele te betalen kosten voor de geleverde warmte. De meting geschiedt in eenheden. 
Vooral in bestaande appartementengebouw en met collectieve warmtelevering worden deze meters gebruikt. Bij nieuwbouwwoningen worden bijna altijd echte warmteverbruiksmeters per appartement geplaatst waardoor het echte warmteverbruik per appartement direct wordt afgelezen.

## Werking meter
Elektronische of radiografische radiatorwarmtemeters zijn op de radiator gemonteerde en verzegelde meters die het verschil tussen de temperatuur van de radiator en de kamertemperatuur meten via het metalen ophangbeugeltje, waarmee de meters aan het verwarminselement bevestigd zitten. Zodra de radiatortemperatuur hoger dan 22,5  graden Celsius èn het verschil met de kamertemperatuur groter dan 4 graden Celsius wordt, gaat de meter de verbruikte eenheden meten. Dit zijn niet de eenheden verbruikte warmte, maar eenheden die aangeven wat de verhouding in geleverde hoeveelheden warmte door de diverse radiatoren in een collectief systeem is. Een betere naam is dan ook warmtekosten-verdeelmeter. Deze meters worden op afstand uitgelezen en geven de benodigde informatie voor de verdeling van de warmtekosten bij blokverwarming. 
 De meters zenden continu om de zoveel tijd een signaal uit. dat wordt opgevangen in een datacollector die per etage in het gebouw is gemonteerd. Deze gegevens worden verzonden aan een in het gebouw gemonteerde master datacollector (centrale ontvanger met GSM-modem), die één keer per jaar via GPRS over een beveiligde IP-VPN verbinding wordt verzonden naar het bedrijf, dat de warmteverdeling berekent. 
Alle meetinformatie is online beschikbaar waardoor de resultaten continu te analyseren zijn en opvallende afwijkingen zijn te constateren. Op de meter bevindt zich een uitleesvenstertje, waarop de vorige eindstand, de huidige meterstand en het meternummer zijn af te lezen. De meters zijn voorzien van een lithium-luchtbatterij, die na 10 jaar moet worden vervangen. De meters zijn niet geijkt, omdat een radiatormeter deel uitmaakt van een verhoudingssysteem. De afleeswaarden geven aan hoeveel eenheden er individueel verbruikt zijn ten opzichte van het totaal en niet een absolute hoeveelheid afgenomen warmte.

## Problemen bij bemetering
Hoewel de radiatorwarmtemeters over het algemeen behoorlijk nauwkeurig zijn, zijn er regelmatig problemen met de hoogte en verrekening van de warmtekosten bij blokverwarming. De radiatorwarmtemeters krijgen dan vaak op voorhand de schuld terwijl de oorzaak meestal andere redenen heeft, zoals bijvoorbeeld:                                      
- Geen goede waterzijdige inregeling van het systeem waardoor radiatoren niet gelijkmatig worden verwarmd. Ook lucht in radiatoren geeft een vergelijkbaar effect.
- Het verloop van de leidingen. Lopen er veel doorgaande warmteleidingen door het appartement dan wordt daar al bijna voldoende warmte door afgegeven.
- Grote warmteverliezen in de transportleidingen door slechte isolatie, te grote leidingdiameters, zomer en winter continu blijven rond pompen en vaak met hoge temperaturen.
- Slecht beheer en inregeling van de ketels.
- Of de woning is gelegen aan de buiten-, bovenkant of midden in het woonblok.
- Woongedrag van bewoners.
- Het ontbreken van thermostaten/thermostatische radiatorkranen.
- Geen slimme gasinkoop.